# Olympische Sommerspiele 2016/Teilnehmer (Mongolei)
| Gelbes Symbol für Goldmedaillen mit stilisierten Olympischen Ringen | Graues Symbol für Silbermedaillen mit stilisierten Olympischen Ringen | Braundes Symbol für Bronzemedaillen mit stilisierten Olympischen Ringen |
| ------------------------------------------------------------------- | --------------------------------------------------------------------- | ----------------------------------------------------------------------- |
| —                                                                   | 1                                                                     | 1                                                                       |

Die Mongolei nahm an den Olympischen Spielen 2016 in Rio de Janeiro teil. Es war die insgesamt 13. Teilnahme an Olympischen Sommerspielen. Das Mongolian National Olympic Committee nominierte 43 Athleten in neun Sportarten.
Fahnenträger bei der Eröffnungsfeier war der Judoka Battulgyn Temüülen.

## Teilnehmer nach Sportarten

### Bogenschießen
| Athleten               | Wettbewerb | Qualifikation | Qualifikation | 1. Runde          | 1. Runde      | 2. Runde      | 2. Runde      | Achtelfinale  | Achtelfinale  | Viertelfinale | Viertelfinale | Halbfinale    | Halbfinale    | Finale        | Finale        | Rang |
| Athleten               | Wettbewerb | Ringe         | Rang          | Gegner            | Ergebnis      | Gegner        | Ergebnis      | Gegner        | Ergebnis      | Gegner        | Ergebnis      | Gegner        | Ergebnis      | Gegner        | Ergebnis      | Rang |
| ---------------------- | ---------- | ------------- | ------------- | ----------------- | ------------- | ------------- | ------------- | ------------- | ------------- | ------------- | ------------- | ------------- | ------------- | ------------- | ------------- | ---- |
| Männer                 |            |               |               |                   |               |               |               |               |               |               |               |               |               |               |               |      |
| Dschantsangiin Gantögs | Einzel     | 664           | 24            | Witthaya Thamwong | 3-7 (132:139) | ausgeschieden | ausgeschieden | ausgeschieden | ausgeschieden | ausgeschieden | ausgeschieden | ausgeschieden | ausgeschieden | ausgeschieden | ausgeschieden | 33   |

### Boxen
| Athleten                      | Wettbewerb                   | 1. Runde              | 1. Runde | Achtelfinale     | Achtelfinale  | Viertelfinale    | Viertelfinale | Halbfinale     | Halbfinale    | Finale        | Finale        | Rang          |
| Athleten                      | Wettbewerb                   | Gegner                | Ergebnis | Gegner           | Ergebnis      | Gegner           | Ergebnis      | Gegner         | Ergebnis      | Gegner        | Ergebnis      | Rang          |
| ----------------------------- | ---------------------------- | --------------------- | -------- | ---------------- | ------------- | ---------------- | ------------- | -------------- | ------------- | ------------- | ------------- | ------------- |
| Männer                        |                              |                       |          |                  |               |                  |               |                |               |               |               |               |
| Ganchujagiin Gan-Erdene       | Halbfliegengewicht bis 49 kg | Freilos               | Freilos  | Carlos Quipo     | 0:3           | ausgeschieden    | ausgeschieden | ausgeschieden  | ausgeschieden | ausgeschieden | ausgeschieden | ausgeschieden |
| Charchüügiin Ench-Amar        | Fliegengewicht bis 52 kg     | Elías Emigdio         | 0:3      | ausgeschieden    | ausgeschieden | ausgeschieden    | ausgeschieden | ausgeschieden  | ausgeschieden | ausgeschieden | ausgeschieden | ausgeschieden |
| Erdenebatyn Tsendbaatar       | Bantamgewicht bis 56 kg      | Benson Gicharu        | 3:0      | Dsmitryj Assanau | 3:1           | Shakur Stevenson | 0:3           | ausgeschieden  | ausgeschieden | ausgeschieden | ausgeschieden | ausgeschieden |
| Dordschnjambuugiin Otgondalai | Leichtgewicht bis 60 kg      | Freilos               | Freilos  | Enrico Lacruz    | 2:1           | Reda Benbaziz    | 3:0           | Sofiane Oumiha | 0:3           | ausgeschieden | ausgeschieden | Bronze        |
| Baatarsüchiin Tschindsorig    | Halbweltergewicht bis 64 kg  | Thulasi Tharumalingam | 3:0      | Witali Dunaizew  | 0:3           | ausgeschieden    | ausgeschieden | ausgeschieden  | ausgeschieden | ausgeschieden | ausgeschieden | ausgeschieden |
| Bjambyn Tüwschinbat           | Weltergewicht bis 69 kg      | Alberto Palmetta      | 3:0      | Steven Donnelly  | 1:2           | ausgeschieden    | ausgeschieden | ausgeschieden  | ausgeschieden | ausgeschieden | ausgeschieden | ausgeschieden |

### Gewichtheben
| Athleten                        | Wettbewerb       | Reißen        | Reißen        | Stoßen        | Stoßen        | Zweikampf     | Zweikampf     | Rang          |
| Athleten                        | Wettbewerb       | Gewicht       | Rang          | Gewicht       | Rang          | Gewicht       | Rang          | Rang          |
| ------------------------------- | ---------------- | ------------- | ------------- | ------------- | ------------- | ------------- | ------------- | ------------- |
| Frauen                          |                  |               |               |               |               |               |               |               |
| Mönchdschantsangiin Anchtsetseg | Klasse bis 69 kg | 106 kg        | 7             | 131 kg        | 8             | 237 kg        | 8             | 8             |
| Frauen                          |                  |               |               |               |               |               |               |               |
| Ösöchbajaryn Tschagnaadordsch   | Klasse bis 56 kg | nicht beendet | nicht beendet | nicht beendet | nicht beendet | nicht beendet | nicht beendet | nicht beendet |

### Judo
| Athleten                        | Wettbewerb  | 1. Runde      | 1. Runde     | 2. Runde      | 2. Runde         | Viertelfinale       | Viertelfinale    | Halbfinale / Trostrunde | Halbfinale / Trostrunde | Finale / Platz 3 | Finale / Platz 3 | Rang   |
| Athleten                        | Wettbewerb  | Gegner        | Ergebnis     | Gegner        | Ergebnis         | Gegner              | Ergebnis         | Gegner                  | Ergebnis                | Gegner           | Ergebnis         | Rang   |
| ------------------------------- | ----------- | ------------- | ------------ | ------------- | ---------------- | ------------------- | ---------------- | ----------------------- | ----------------------- | ---------------- | ---------------- | ------ |
| Frauen                          |             |               |              |               |                  |                     |                  |                         |                         |                  |                  |        |
| Mönchbatyn Urantsetseg          | bis 48 kg   | Freilos       | Freilos      | L. Payet      | 000s0:100s0      | Jeong B.            | 000H:101s1       | S. Menezes              | 100s1:000s1 (GS)        | A. Kondo         | 000s0:001s0      | 5      |
| Adjaasambuugiin Tsolmon         | bis 52 kg   | A. Delgado    | 010s2\|003s0 | M. Nakamura   | 000s0:100s0      | ausgeschieden       | ausgeschieden    | ausgeschieden           | ausgeschieden           | ausgeschieden    | ausgeschieden    | 9      |
| Dordschsürengiin Sumjaa         | bis 57 kg   | Freilos       | Freilos      | S. Verhagen   | 000s0:000s1      | T. Monteiro         | 000s1:000s2 (GS) | K. Matsumoto            | 010s0:000s0 (GS)        | R. Silva         | 000s1:010s2      | Silber |
| Tsedewsürengiin Mönchdsajaa     | bis 63 kg   | R. Zouak      | 101s1:000s2  | J. Yang       | 001s0:100s0      | ausgeschieden       | ausgeschieden    | ausgeschieden           | ausgeschieden           | ausgeschieden    | ausgeschieden    | 6      |
| Tsend-Ajuuschiin Narandschargal | bis 70 kg   | Esther Stam   | 000s0:011s3  | ausgeschieden | ausgeschieden    | ausgeschieden       | ausgeschieden    | ausgeschieden           | ausgeschieden           | ausgeschieden    | ausgeschieden    | 17     |
| Pürewdschargalyn Lchamdegd      | bis 78 kg   | A. Joó        | 000s1:111s2  | ausgeschieden | ausgeschieden    | ausgeschieden       | ausgeschieden    | ausgeschieden           | ausgeschieden           | ausgeschieden    | ausgeschieden    | 17     |
| Männer                          |             |               |              |               |                  |                     |                  |                         |                         |                  |                  |        |
| Tsend-Otschiryn Tsogtbaatar     | bis 60 kg   | J. Reinvall   | 011s0:000s3  | W.J. Kim      | 001s2:010s2      | ausgeschieden       | 9                |                         |                         |                  |                  |        |
| Dawaadordschiin Tömörchüleg     | bis 66 kg   | S. Hamad      | 100s1:000s1  | H. Zourdani   | 101s0:000s2      | F. Basile           | 000s0:100s1      | A. Bouchard             | 000s1:010s3             | ausgeschieden    | ausgeschieden    | 7      |
| Ganbaataryn Odbajar             | bis 73 kg   | M. Mohyeldin  | 100s0:001s1  | N. Delpopolo  | 000s2:010s2 (GS) | ausgeschieden       | ausgeschieden    | ausgeschieden           | ausgeschieden           | ausgeschieden    | ausgeschieden    | 9      |
| Otgonbaataryn Uuganbaatar       | bis 81 kg   | M. Abdelaal   | 000s0:101s0  | ausgeschieden | ausgeschieden    | ausgeschieden       | ausgeschieden    | ausgeschieden           | ausgeschieden           | ausgeschieden    | ausgeschieden    | 17     |
| Lchagwasürengiin Otgonbaatar    | bis 90 kg   | N. van T End  | 100s0:000s1  | A. Gonzalez   | 110s2:000s4      | Warlam Liparteliani | 000s2:000s1      | M. Mehdiyev             | 001s2:000s0             | X. Cheng         | 000s1:001s2      | 5      |
| Naidangiin Tüwschinbajar        | bis 100 kg  | J. Armenteros | 000s0:010s0  | ausgeschieden | ausgeschieden    | ausgeschieden       | ausgeschieden    | ausgeschieden           | ausgeschieden           | ausgeschieden    | ausgeschieden    | 17     |
| Battulgyn Temüülen              | über 100 kg | M.A. Tayeb    | 000s2:010s2  | ausgeschieden | ausgeschieden    | ausgeschieden       | ausgeschieden    | ausgeschieden           | ausgeschieden           | ausgeschieden    | ausgeschieden    | 17     |

### Leichtathletik
Laufen und Gehen 
| Athleten                       | Wettbewerb | Runde 1 | Runde 1 | Halbfinale | Halbfinale | Finale    | Finale | Rang |
| Athleten                       | Wettbewerb | Zeit    | Rang    | Zeit       | Rang       | Zeit      | Rang   | Rang |
| ------------------------------ | ---------- | ------- | ------- | ---------- | ---------- | --------- | ------ | ---- |
| Frauen                         |            |         |         |            |            |           |        |      |
| Bajartsogtyn Mönchdsajaa       | Marathon   | –       | –       | –          | –          | 2:43:55 h | 72     | 72   |
| Luwsanlchündegiin Otgonbajar   | Marathon   | –       | –       | –          | –          | 2:45:55 h | 85     | 85   |
| Männer                         |            |         |         |            |            |           |        |      |
| Dambadardschaagiin Gantulga    | Marathon   | –       | –       | –          | –          | 2:27:42 h | 107    | 107  |
| Bat-Otschiryn Ser-Od           | Marathon   | –       | –       | –          | –          | 2:24:26 h | 92     | 92   |
| Tseweenrawdangiin Bjambadschaw | Marathon   | –       | –       | –          | –          | 2:36:14 h | 130    | 130  |

### Ringen
| Athleten                       | Wettbewerb        | 1. Runde       | 1. Runde | Achtelfinale        | Achtelfinale  | Viertelfinale     | Viertelfinale | Halbfinale    | Halbfinale    | Hoffnungsrunde Viertelfinale | Hoffnungsrunde Viertelfinale | Hoffnungsrunde Halbfinale | Hoffnungsrunde Halbfinale | Hoffnungsrunde Finale | Hoffnungsrunde Finale | Finale        | Finale        | Rang |
| Athleten                       | Wettbewerb        | Gegner         | Ergebnis | Gegner              | Ergebnis      | Gegner            | Ergebnis      | Gegner        | Ergebnis      | Gegner                       | Ergebnis                     | Gegner                    | Ergebnis                  | Gegner                | Ergebnis              | Gegner        | Ergebnis      | Rang |
| ------------------------------ | ----------------- | -------------- | -------- | ------------------- | ------------- | ----------------- | ------------- | ------------- | ------------- | ---------------------------- | ---------------------------- | ------------------------- | ------------------------- | --------------------- | --------------------- | ------------- | ------------- | ---- |
| Freistil Frauen                |                   |                |          |                     |               |                   |               |               |               |                              |                              |                           |                           |                       |                       |               |               |      |
| Erdenetschimegiin Sumjaa       | Klasse bis 53 kg  | Freilos        | Freilos  | Katarzyna Krawczyk  | 1:3           | ausgeschieden     | ausgeschieden | ausgeschieden | ausgeschieden | ausgeschieden                | ausgeschieden                | ausgeschieden             | ausgeschieden             | ausgeschieden         | ausgeschieden         | ausgeschieden | ausgeschieden | 12   |
| Pürewdordschiin Orchon         | Klasse bis 58 kg  | Mimi Christowa | 3:1      | Walerija Scholobowa | 0:4           | ausgeschieden     | ausgeschieden | ausgeschieden | ausgeschieden | Luisa Niemesch               | 5:0                          | Sakshi Malik              | 1:3                       | ausgeschieden         | ausgeschieden         | ausgeschieden | ausgeschieden | 7    |
| Sorondsonboldyn Battsetseg     | Klasse bis 63 kg  | Freilos        | Freilos  | Blessing Oborududu  | 3:1           | Elena Pirozhkova  | 1:3           | ausgeschieden | ausgeschieden | ausgeschieden                | ausgeschieden                | ausgeschieden             | ausgeschieden             | ausgeschieden         | ausgeschieden         | ausgeschieden | ausgeschieden | 12   |
| Otschirbatyn Nasanburmaa       | Klasse bis 69 kg  | Freilos        | Freilos  | Chen Wen-ling       | 5:0           | Natalja Worobjowa | 0:5           | ausgeschieden | ausgeschieden | Freilos                      | Freilos                      | Elmira Sysdykowa          | 1:3                       | ausgeschieden         | ausgeschieden         | ausgeschieden | ausgeschieden | 8    |
| Freistil Männer                |                   |                |          |                     |               |                   |               |               |               |                              |                              |                           |                           |                       |                       |               |               |      |
| Erdenebatyn Bechbajar          | Klasse bis 57 kg  | Adama Diatta   | 1:3      | ausgeschieden       | ausgeschieden | ausgeschieden     | ausgeschieden | ausgeschieden | ausgeschieden | ausgeschieden                | ausgeschieden                | ausgeschieden             | ausgeschieden             | ausgeschieden         | ausgeschieden         | ausgeschieden | ausgeschieden | 14   |
| Gandsorigiin Mandachnaran      | Klasse bis 65 kg  | Yogeshwar Dutt | 3:0      | Yeerlanbieke Katai  | 3:0           | Soslan Ramonow    | 0:3           | ausgeschieden | ausgeschieden | Freilos                      | Freilos                      | Haislan Garcia            | 3:0                       | Ixtiyor Navroʻzov     | 1:3                   | ausgeschieden | ausgeschieden | 5    |
| Pürewdschawyn Önörbat          | Klasse bis 74 kg  | Freilos        | Freilos  | Soner Demirtaş      | 1:3           | ausgeschieden     | ausgeschieden | ausgeschieden | ausgeschieden | ausgeschieden                | ausgeschieden                | ausgeschieden             | ausgeschieden             | ausgeschieden         | ausgeschieden         | ausgeschieden | ausgeschieden | 15   |
| Orgodolyn Üitümen              | Klasse bis 86 kg  | Michail Ganew  | 0:5      | ausgeschieden       | ausgeschieden | ausgeschieden     | ausgeschieden | ausgeschieden | ausgeschieden | ausgeschieden                | ausgeschieden                | ausgeschieden             | ausgeschieden             | ausgeschieden         | ausgeschieden         | ausgeschieden | ausgeschieden | 15   |
| Dordschchandyn Chüderbulga     | Klasse bis 97 kg  | Freilos        | Freilos  | Magomed Mussajew    | 0:3           | ausgeschieden     | ausgeschieden | ausgeschieden | ausgeschieden | ausgeschieden                | ausgeschieden                | ausgeschieden             | ausgeschieden             | ausgeschieden         | ausgeschieden         | ausgeschieden | ausgeschieden | 16   |
| Dschargalsaichany Tschuluunbat | Klasse bis 125 kg | Freilos        | Freilos  | Taha Akgül          | 0:4           | ausgeschieden     | ausgeschieden | ausgeschieden | ausgeschieden | Freilos                      | Freilos                      | Ibrahim Saidau            | 1:3                       | ausgeschieden         | ausgeschieden         | ausgeschieden | ausgeschieden | 16   |

### Schießen
| Athleten                  | Wettbewerb                               | Qualifikation   | Qualifikation | Finale          | Finale        | Ringe/ Scheiben | Rang |
| Athleten                  | Wettbewerb                               | Ringe/ Scheiben | Rang          | Ringe/ Scheiben | Rang          | Ringe/ Scheiben | Rang |
| ------------------------- | ---------------------------------------- | --------------- | ------------- | --------------- | ------------- | --------------- | ---- |
| Frauen                    |                                          |                 |               |                 |               |                 |      |
| Otrjadyn Gündegmaa        | Luftpistole 10 Meter                     | 379,0           | 20            | ausgeschieden   | ausgeschieden | 379,0           | 20   |
| Tsogbadrachyn Mönchdsul   | Luftpistole 10 Meter                     | 378,0           | 32            | ausgeschieden   | ausgeschieden | 378,0           | 32   |
| Otrjadyn Gündegmaa        | Sportpistole 25 Meter                    | 579             | 12            | ausgeschieden   | ausgeschieden | 579             | 12   |
| Tsogbadrachyn Mönchdsul   | Sportpistole 25 Meter                    | 580             | 11            | ausgeschieden   | ausgeschieden | 580             | 11   |
| Ganchujagiin Nandindsajaa | Luftgewehr 10 Meter                      | 414,8           | 14            | ausgeschieden   | ausgeschieden | 414,8           | 14   |
| Ganchujagiin Nandindsajaa | Kleinkaliber Dreistellungskampf 50 Meter | 582             | 9             | ausgeschieden   | ausgeschieden | 582             | 9    |

### Schwimmen
| Athleten            | Wettbewerb    | Vorlauf | Vorlauf | Halbfinale    | Halbfinale    | Finale        | Finale        | Rang |
| Athleten            | Wettbewerb    | Zeit    | Rang    | Zeit          | Rang          | Zeit          | Rang          | Rang |
| ------------------- | ------------- | ------- | ------- | ------------- | ------------- | ------------- | ------------- | ---- |
| Frauen              |               |         |         |               |               |               |               |      |
| Jesüigiin Bajar     | 50 m Freistil | 28,40 s | 60      | ausgeschieden | ausgeschieden | ausgeschieden | ausgeschieden | 60   |
| Männer              |               |         |         |               |               |               |               |      |
| Batsaichany Dölgöön | 50 m Freistil | 24,90 s | 60      | ausgeschieden | ausgeschieden | ausgeschieden | ausgeschieden | 60   |

### Taekwondo
| Athleten                  | Wettbewerb       | Achtelfinale   | Achtelfinale | Viertelfinale | Viertelfinale | Hoffnungsrunde Halbfinale | Hoffnungsrunde Halbfinale | Halbfinale    | Halbfinale    | Hoffnungsrunde Finale | Hoffnungsrunde Finale | Finale        | Finale        | Rang          |
| Athleten                  | Wettbewerb       | Gegner         | Ergebnis     | Gegner        | Ergebnis      | Gegner                    | Ergebnis                  | Gegner        | Ergebnis      | Gegner                | Ergebnis              | Gegner        | Ergebnis      | Rang          |
| ------------------------- | ---------------- | -------------- | ------------ | ------------- | ------------- | ------------------------- | ------------------------- | ------------- | ------------- | --------------------- | --------------------- | ------------- | ------------- | ------------- |
| Männer                    |                  |                |              |               |               |                           |                           |               |               |                       |                       |               |               |               |
| Pürewdschawyn Temüüdschin | Klasse bis 68 kg | Saúl Gutiérrez | 12:11        | Joel González | 4:7           | ausgeschieden             | ausgeschieden             | ausgeschieden | ausgeschieden | ausgeschieden         | ausgeschieden         | ausgeschieden | ausgeschieden | ausgeschieden |